# Under a Violet Moon
Under a Violet Moon is het tweede studioalbum van Blackmore's Night.

## Nummers
1. "Under a Violet Moon" - 4:23
2. "Castles and Dreams" - 3:33
3. "Past Time with Good Company" - 3:24
4. "Morning Star" - 4:41
5. "Avalon" - 3:03
6. "Possum Goes to Prague" - 1:13
7. "Wind in the Willows" - 4:12
8. "Gone with the Wind" - 5:24
9. "Beyond the Sunset" - 3:45
10. "March the Heroes Home" - 4:39
11. "Spanish Nights (I Remember It Well)" - 5:23.
12. "Catherine Howard's Fate" - 2:34
13. "Fool's Gold" - 3:32
14. "Durch den Wald zum Bachhaus" - 2:31
15. "Now and Then" - 3:11
16. "Self Portrait" - 3:19